# Callosciurus phayrei
Callosciurus phayrei — вид гризунів родини Sciuridae. Зустрічається в лісах Китаю (лише провінція Юньнань) та М'янми.

## Характеристики
C. phayrei досягає довжини тіла від 19 до 22 сантиметрів, хвіст досягає довжини приблизно від 16 до 21 сантиметра, а ваги близько 280 грамів. Задня лапа має довжину від 50 до 54 міліметрів. Хутро на спині тварин, а також морда, голова та вуха мають колір агуті. Хутро на животі яскраво-оранжеве або блідо-оранжеве, але ніколи не буває червоним чи сірим. Забарвлення спини та живота розділені чорною смугою шириною близько одного сантиметра, що проходить від передніх до задніх лап. Лапи жовтувато-піщані або блідо-оранжеві. Хвіст такого ж кольору, як і спина, з яскраво-жовтою смугою шириною від 12 до 15 міліметрів та чорним кінчиком знизу.

## Спосіб життя
Як і всі інші види роду, вона веде переважно деревний спосіб життя та харчується переважно рослинами.